# Nemzetközi Levelezési Sakkszövetség
A Nemzetközi Levelezési Sakkszövetség vagy (International Correspondence Chess Federation, ICCF) egy nemzetközi szervezet, amely koordinálja a levelezési sakkozás, mint sportág nemzetközi életét, nyilvántartja és minősíti a sakkversenyzőket, szervezi a versenyeket és meghatározza a nemzetközileg érvényes szabályokat. Székhelye Párizs, elnöke 2015-ben a francia Éric Ruch, főtitkára az amerikai Michael Millstone.
A nemzetközi szövetséget 1951-ben alapították az ICCA (International Correspondence Chess Association) átalakításával, amely az 1928-ban alapított első nemzetközi levelezési sakkszövetség (Internationaler Fernschachbund, IFSB) 1945-ben létrehozott jogutódja volt. Az ICCF önállóan szervez levelezési sakkolimpiát, egyéni és csapat világ- és kontinensbajnokságokat, valamint különböző meghívásos és témaversenyeket. Minősítési rendszere megegyezik a hagyományos sakkminősítési rendszerrel, de csak a levelezési versenyeken szerzett eredményeket számítják be a címek odaítélésénél és az Élő-pontoknál.

## Története

### Internationales Correspondence Schachbund (ICSB)
1928. augusztusban alakult meg hivatalosan a laza formában már 1927. novembere óta működő  Internationales Correspondence Schachbund (ICSB), a levelezési sakkozás első nemzetközi szervezete. Elnöke a berlini Erich Otto Freienhagen volt. Ez a szervezet csak rövid ideig működött, de utódja már életképes és sikeres volt.

### Internationales Fernschachbund (IFSB)
1928. december 2-án Berlinben alakult meg az Internationales Fernschachbund (IFSB), amely a mai ICCF jogelődjének tekinthető. Az alapító tagok: Dr. Rudolf Dührssen (Berlin) elnök; John W. Keemink (Hilversum) alelnök; Hans-Werner von Massow (Drezda) főtitkár; Kurt Laue (Halle a. Saale) főpénztáros és L. Probst (Meilschnitz) felelős szerkesztő. A szervezetnek az első időszakban csak egyéni tagjai voltak, az országok később kezdtek csatlakozni.
Az IFSB adta ki a Fernschach című sakkfolyóiratot, amelyből a tagok tudomást szerezhettek az induló versenyekről, és a levelezési sakkot érintő hírekről. Az IFSB szervezte a versenyeket, alakította ki a levelezési sakkozás lényegében ma is élő szabályait és gyakorlatát. A szervezetnek az 1929. júliusban Duisburgban tartott kongresszusa idején már több, mint 100 egyéni tagja volt. Az 1930-as kongresszuson döntöttek arról, hogy hat játékos részvételével csapatversenyt szerveznek. Ez a verseny volt az 1935-től induló, ma is létező levelezési sakkolimpiák elődje. Az első levelezési sakkolimpián 14 ország 17 csapata indult.
Az 1935-ös kongresszuson jelentősen átalakult a szervezet vezetése, és több magyar is fontos szerephez jutott. Abonyi István lett a szervezet elnöke, 1936. áprilistól a magyar Máté J. lett a szervezet pénztárosa, és funkciót kapott Chalupetzky Ferenc is, akinek a feladata egy erre létrehozott bizottság tagjaként az első egyéni levelezési sakkvilágbajnokság megszervezése volt. Ennek elindulását azonban a világháború kitörése megakadályozta, és csak a háborút követően került rá sor. A 2. világháború kitörése miatt az IFSB működése 1939-ben megszakadt. Ekkor már 20 ország volt a szervezet tagja.

### International Correspondence Chess Association (ICCA)
A 2. világháború befejezését követően 1946-ban hozták létre az IFSB jogutódjaként az ICCA-t. Elnöke B. H. Wood (Anglia), titkára J. Zaagman (Hollandia), pénztárosa R.E. Thomas (Anglia) és versenyigazgatója E.J. Larsson (Svédország) volt. Az ICCA működésének ideje alatt 1946-ban alakították ki a levelezési sakkjátszmák lejegyzésének numerikus rendszerét, 1949-ben indult az első levelezési sakkolimpia, és 1950-ben az első egyéni levelezési sakkvilágbajnokság.

### International Correspondence Chess Federation (ICCF)
Az 1951-ben Londonban tartott kongresszuson döntöttek egy új szervezet létrehozásáról, és ekkor alakult meg az ICCF. Első elnöke Jean-Louis Ormond (Svájc), alelnökei C.J.S. Purdy (Ausztrália) és Dr. E. Adam (NSZK), főtitkára A.F. Stammwitz (Anglia), pénztárosa C.H. Meredith (Anglia), versenyigazgatója E.J.  Larsson (Svédország) volt.
1959-től adományozza az ICCF a nemzetközi levelezési nagymester és levelezési nemzetközi mester címeket. 1987 óta tartja nyilván a levelezési versenyeken szerzett Élő-pontszámokat. 
A Nemzetközi Levelezési Sakkszövetség (ICCF) folyamatosan szervez versenyeket különböző kategóriákban az egészen kezdőktől a nagymesteri címmel rendelkezőkig.
Az ICCF határozza meg a levelezési sakkozás szabályait, amelynek legutóbbi módosítására 2015. január 1-én került sor.
Az ICCF-nek 2021-ben 57 tagországa van, több mint 100 000 taggal. A tagországokat három zónára osztották.
Megalakulásának 50. évfordulója alkalmából adták ki 2001-ben a Gold Book című kiadványt, (amely csak nyomtatásban, papír alapon érhető el); 60. évfordulója alkalmából 2011-ben megírták a szervezet történetét, amelyet külön erre a célra készített honlapon tettek közzé. A szervezet és a levelezési sakkozás történetét a kezdetektől 1972-ig feldolgozó fejezetét a magyar Bottlik Iván írta. 2011-ben a 60. évfordulóra készítették el a Diamond Book című kiadványt.
A szervezet 1951 óta évente tart kongresszusokat. A 2020. és a 2021. évi kongresszusokat a Covid19-világjárvány miatt online tartották, a 2022-es kongresszust 2022 augusztusában Glasgow-ban rendezik meg.
Az ICCF tiszteletbeli tagjai között három magyar található: Bottlik Iván, Vándorffy József és Négyesy György.

## Eddigi elnökei
- 1928: Erich Freienhagen (Németország)
- 1928–1935: Rudolf Dührssen (Németország)
- 1934–1935: R. Schjorring (Dánia) (alelnök Abonyi István)
- 1935–1939: Abonyi István (Magyarország)
- 1946–1951: Baruch Harold Wood (Anglia)
- 1951–1953: Jean-Louis Ormond (Svájc)
- 1953–1959: Anders Elgesem (Norvégia)
- 1959–1987: Hans-Werner von Massow (NSZK)
- 1987–1996: Henk Mostert (Hollandia)
- 1996–2003: Alan Borwell (Skócia)
- 2003–2004: Josef Mrkvicka (Csehország)
- 2005–2009: Mohammed Samraoui (Algéria)
- 2009 óta: Eric Ruch (Franciaország)

## ICCF Hall of Fame
2016-tól kezdődően az éves ICCF kongresszuson évente nevezik meg azokat a levelezési sakk népszerűsítéséért sokat tett játékosokat és szervezőket, akiket az ICCF Hall of Fame (Hírességek Csarnoka) tagjai közé választanak. 2016-ban első ízben ezt a címet a német Hans-Werner von Massow, aki 1959–1987 között a szervezet elnöki tisztét is ellátta, valamint a finn Esko Nuutilainen kapta meg.

## ICCF világversenyek

### Nyílt levelezési sakkvilágbajnokság
A levelezési sakkvilágbajnoki döntőket a férfiak részére 1950-től rendezik meg. 2023-ban a 33. döntő folyik. A legjobb magyar eredményt 1959-ben Balogh János és 2007-ben Glatt Gábor érte el, akik 8. helyen végeztek.

### Női levelezési sakkvilágbajnokság
A nők részére 1968-ban rendezték az első levelezési sakkviágbajnoki döntőt. A 12. döntő 2023-ban fejeződött be. A legjobb magyar eredményt 2005-ben Németh Mária érte el, aki a 4. helyen végzett.

### Sakkvilágkupa
1973-tól rendezik a sakkviágkupát, amelyből a 22. torna 2023-ban fejeződött be. A versenyen a világ minden tájáról érkező sakkozák vehetnek részt, kategória, életkor és nem megkülönböztetése nélkül.
| ssz.  | Ëvek        | Győztes                           | Állampolgárság            |
| ----- | ----------- | --------------------------------- | ------------------------- |
| 01.   | (1973-1977) | Karl Maeder                       | Németország               |
| 02.   | (1977-1983) | Gennadi Nesis                     | Szovjetunió               |
| 03.   | (1981-1986) | Nikolai Raninovich                | Szovjetunió               |
| 04.   | (1984-1989] | Albert Popov                      | Szovjetunió               |
| 05-A. | (1987-1994) | Aleksandr Frolov                  | Ukrajna                   |
| 05-B. | (1987-1994) | Gert Timmerman                    | Hollandia                 |
| 06.   | (1994-1999) | Olita Rause                       | Lettország                |
| 07.   | (1994-2001) | Aleksey Lepikhov                  | Ukrajna                   |
| 08.   | (1998-2002) | Horst Staudler                    | Németország               |
| 09.   | (1998-2001) | Edgar Prang                       | Németország               |
| 10.   | (2001-2005) | Frank Schröder                    | Németország               |
| 11.   | (2008-2011) | Reinhard Moll                     | Németország               |
| 12-P. | (2009-2013) | Mathias Gleichmann                | Németország               |
| 12-E. | (2005-2007) | Reinhard Moll                     | Németország               |
| 13.   | (2009-2012) | Reinhard Moll                     | Németország               |
| 14.   | (2009-2012) | Reinhard Moll                     | Németország               |
| 15.   | (2012-2015) | Klemen Sivic                      | Szlovénia                 |
| 16.   | (2013-2016) | Uwe Nogga                         | Németország               |
| 17.   | (2014-2017) | Mathias Gleichmann                | Németország               |
| 18.   | (2015-2019) | Reinhard Moll - Stefan Ulbig      | Németország               |
| 19.   | (2014-2016) | Thomas Herfuth                    | Németország               |
| 20.   | (2017-2020) | Sergey Kishkin                    | Oroszország               |
| 21.   | (2019-2021) | Mathias Gleichmann                | Németország               |
| 22.   | (2021-2023) | Dmitry Morozov Mathias Gleichmann | Oroszország · Németország |

### Veterán világbajnokság
60 év feletti sakkozóknak van fenntartva, lakóhely, kategória, és nem megkülönbözteté se nélkül.
| ssz. | Évek      | Győztes              | Állampolgárság |
| ---- | --------- | -------------------- | -------------- |
| 01.  | 2009-2011 | Rob Kruis            | Hollandia      |
| 02.  | 2013-2014 | Vladimir Sergeev     | Oroszország    |
| 03.  | 2014-2016 | Frits Bleker         | Görögország    |
| 04.  | 2015-2017 | Reinhard Sikorsky    | Németország    |
| 05.  | 2016-2017 | Ralf Neubauer        | Németország    |
| 06.  | 2017-2019 | Mattia Boccia        | Olaszország    |
| 07.  | 2018-2020 | Sergey Novikov       | Oroszország    |
| 08.  | 2019-2021 | Guy van Habberney    | Belgium        |
| 09.  | 2020-2022 | Jean Claude Schuller | Luxemburg      |
| 10.  | 2021-2023 | Gediminas Voveris    | Litvánia       |

## Lásd még
- Nemzetközi Sakkszövetség
- Levelezési sakk